# Egyptian General Petroleum
Egyptian General Petroleum Corporation (EGPC; arabisch الهيئة المصرية العامة للبترول, DMG al-Haiʾa al-Miṣriyya al-ʿĀmma li-l-Bitrūl) ist ein ägyptisches staatliches Unternehmen mit Firmensitz in Kairo.
Das 1956 gegründete Unternehmen steht unter der Kontrolle des ägyptischen Ministeriums für Erdöl und Bodenschätze (engl.: Ministry of Petroleum and Mineral Resources), dessen gegenwärtiger Minister Tarek El-Molla ist. (Stand: Mai 2011)
Das Ministerium kontrolliert fünf staatliche Unternehmen im Energiesektor:
- Egyptian General Petroleum Corporation (EGPC),
- Egyptian Natural Gas Holding Company (EGAS)[6],
- Egyptian Petrochemicals Holding Company (ECHEM)[7],
- Ganoub El Wadi Petroleum Holding Company (GANOPE)[8] und
- Egyptian General Authority for Mineral Resources.[9]

EGPC fördert und produziert Erdöl, insbesondere im Gebiet des Roten Meeres. Unter anderem arbeitet das staatliche Unternehmen gemeinsam mit der ägyptischen Regierung in einer Konzession mit dem russischen Tochterunternehmen LUKoil Overseas von LUKoil bei der Erschließung eines Erdölfeldes (WEEM-Feld) zusammen. Ein Tochterunternehmen ist der Ingenieurdienstleister ENPPI.